# Suflanijja
Suflanijja (arab. سفلانية) – wieś w Syrii, w muhafazie Aleppo. W 2004 roku liczyła 1353 mieszkańców.